# قطعنامه ۳۱۰ شورای امنیت
قطعنامه ۳۱۰ شورای امنیت سازمان ملل متحد که در تاریخ ۰۴ فوریه ۱۹۷۲ تصویب شد، سندی بین‌المللی دربارهٔ وضعیت نامبیا است. این قطعنامه طی نشست ۱٬۶۳۸ام
با ۱۳ موافق،۰ مخالف و۲ ممتنع تصویب شد.